# Wispel
Ein Wispel (auch Winspel) war ein Raummaß, das in mehreren deutschen Ländern gebräuchlich war.
Verwendung fand es insbesondere als Maß für Getreidemengen. Die tatsächliche Menge eines Wispel variierte jedoch von Land zu Land und zum Teil auch innerhalb der Länder beträchtlich.
Nach dem Landbuch der Mark Brandenburg von 1375 entsprach ein Wispel (chorus) 24 Scheffeln.
Maße nach Gebiet:
- Im Braunschweigischen wurde ein Wispel mit 40 Himpten was 1245,8 Litern entsprach.[3]
- In Celle galt eine Einteilung von 1 Wispel = 4 Scheffel = 40 (oder 48) Himpten.[4]
- In Hamburg 20 Fass, etwa 1099,2 Liter.[3]
- Im Hannoverschen bestand ein Wispel aus 48 Himpten[5]
- In Mecklenburg-Strelitz 2 Drömt = 25 Scheffel, etwa 1368,2 Liter.[3]
- In Sachsen entsprach ein Wispel 2 Malter à 12 Scheffel, was dort 2491,7 Litern entsprach.[3]
- Ein preußischer Wispel = 24 Scheffel, wird mit ungefähr 1319,1 Liter gleichgesetzt.[3]

Das Kalkmaß wurde mit Winspel oder Winspelkarre bezeichnet. Die lichten Maße des Kalkmaßkastens waren 24 Zoll im Quadrat und hatte eine Höhe von 21 Zoll, was etwa 7 Kubikfuß, also zwischen 160 und 224 Litern entsprach.
Im frühen 20. Jahrhundert hatte sich das Wispel zu einem Gewichtsmaß gewandelt, das vor allem noch im Getreidehandel eingesetzt wurde und 1000 Kilogramm entsprach.